# Villa de Tezontepec
Villa de Tezontepec là một đô thị thuộc bang Hidalgo, México. Năm 2005, dân số của đô thị này là 10723 người.